# Якоб Прандтауер
Якоб Прандтауер (нім. Jakob Prandtauer; 1660, Штанц-бай-Ландек — 16 вересня 1726, Санкт-Пельтен) — австрійський архітектор епохи бароко.
Якоб Прандтауер походив із селянської родини, здобув освіту в муляра, але потім зайнявся архітектурою. Він відомий в першу чергу як автор головної будівлі Монастирая у Мельку (Нижня Австрія), перлини сакральної архітектури австрійського бароко. Також він є автором пректа реконструкції Герцогенбурзького монастиря та Монастиря святого Флоріана. Відомим архітектором і продовжувачем роботи Прандтауера був його племінник — Йосип Мунгенаст.
У Штанц-бай-Ландеку зберігся сімейний будинок архітектора — тепер готель (Gasthof Zum Löwen).